# Robin Stevens (Schriftstellerin)
Robin Stevens (geboren 15. Januar 1988 in Kalifornien) ist eine britische Schriftstellerin.

## Leben
Robin Stevens hat die US-amerikanische und die britische Staatsbürgerschaft. Sie wurde in Kalifornien geboren, als ihr Vater, der Brite Robert Stevens (1933–2021), als Universitätskanzler an der University of California, Santa Cruz angestellt war, 1991 ging er an das Pembroke College in Oxford, und ihre Mutter Kathie Booth Stevens arbeitete dort am Ashmolean Museum. Ein Großvater ist der US-amerikanische Literaturwissenschaftler Wayne C. Booth.  
Sie besuchte in Oxford eine Preparatory school und danach das Cheltenham Ladies' College. Sie studierte Englisch an der University of Warwick und am King’s College London, an dem sie einen M.A. in Kriminalliteratur erwarb. Danach arbeitete sie in einer Buchhandlung und beim Verlagshaus Egmont.
Stevens veröffentlichte 2014 mit Murder Most Unladylike ihr erstes Kinderbuch, das als Kriminalroman in einem Mädcheninternat im England der 1930er Jahre spielt. Dem Roman folgten mit denselben Protagonisten weitere, wobei der Reihentitel ebenfalls Murder Most Unladylike lautet; auf Deutsch erscheinen die Bände unter dem Titel Ein Fall für Wells & Wong. 2015 wurde der Debütroman der Reihe Murder Most Unladylike mit einem Waterstone’s Children’s Book Prize ausgezeichnet.

## Werke
- Murder Most Unladylike. Puffin Books. Buchreihe
  - Ein Fall für Wells & Wong. Übersetzung Nadine Mannchen. München : Knesebeck
- Alles über Wells & Wong: Mordfälle und Sahnehäubchen. Knesebeck, München 2018